# Kjærlighet uten strømper (Wessel)
Kjærlighet uten strømper is een toneelstuk in vijf aktes van Noorse schrijver Johan Herman Wessel. Het ging maart 1773 in première. 

## Geschiedenis
Kjærlighet uten strømper betekent “Liefde zonder kousen”. Het toneelstuk uit 1772 is een satirisch treurspel. Wessel parodieerde met name het toneelstuk “Zarine” van Johan Nordahl Brun. Brun schreef deze tragedie in de stijl van de Duitse traditie. Wessel protesteerde met zijn toneelstuk tegen de blinde navolging van die stijl, maar ook die van Italiaanse opera’s en Franse tragedies. De wijze waarop eer, deugd en noodlot, neergezet werden, werden op de hak genomen. De Deense schrijver werd er beroemd mee. Het stuk wordt ook nu nog regelmatig uitgevoerd. 

## Verhaal
Grete is een vrouw van alledag. Zij krijgt in een droom te horen dat ze snel moet trouwen. Haar geliefde Johan von Ehrenpreis, een kleermaker, is even niet beschikbaar en dus raadt Mette (Gretes dienstmeid) haar aan zich te wenden tot Gretes minnaar Mads. Mads maakt zich gereed voor de festiviteiten, maar dan keert Johan onverwachts terug. Grete en Johan kunnen echter niet direct trouwen omdat Johan geen kousen heeft. Grete stuurt vervolgens Mette naar Mads om Johan kousen te geven, die weigert. Daarop raadt Mette Johan aan om die kousen dan maar te stelen. Mads betrapt hem en Johan beneemt zich daarna het leven. Er volgt een kettingreactie en alle hoofdpersonen benemen zich vervolgens het leven.